# Карпински апостол
Карпинският апостол e среднобългарски кирилски пергаментен ръкопис от началото на XIV век.
Подвързан е заедно с Карпинското евангелие, но не е преписан от същата ръка като него. Представлява пълен изборен апостол, тоест съдържа предназнечен за богослужебна употреба текст на Деянията и Посланията на апостолите. Според добавена през XV или XVI в. на последния му лист (л. 302а) бележка е бил дарен на Карпинския манастир „Въведение на Пресвета Богородица“. Там е намерен през 1868 г. от Александър Хилфердинг, който го отнася в Русия. Днес се намира в Москва, Държавен исторически музей (ГИМ), Хлудова сбирка, № 28, лл. 169-301.